# 基礎看護学
基礎看護学（きそかんごがく、英: Fundamental Nursing）とは、しばしば看護教育においてその導入部に位置づけられ、看護の対象についての理解（人間（患者）にとっての身体や環境、健康と疾病の捉え方、病いの意味など）、看護および看護学の歴史、医療専門職としての看護師の役割や責任、チーム医療の有り方、生命の尊厳とアドボカシーといった医療における倫理的側面、といった看護学の基本的かつ主要な概念や看護理論、または看護を行うにあたって必要となる基礎看護技術の展開・体系化を図る学問である。

## 主要な基礎看護技術
- 環境調整 - 病床環境の整備、ベッドメイキング、リネン交換、寝衣交換

元来メイドたちの間で受け継がれてきた技術をフローレンス・ナイチンゲールが医療に取り入れたものであるが、この分野だけは医療行為とは言えない物も多く改良の余地も少ないことから、看護学としては廃れつつある。
- 安全・安楽のための姿勢、体位
- 食事の介助、栄養
- 看護事故とその防止
- バイタルサインズ、冷罨法（れいあんぽう）、温罨法
- 身体の清潔 - 清拭（せいしき）、足浴（そくよく）、洗髪、口腔ケア、排泄援助
- 薬物療法
- 注射法
- 検査・検体採取の介助 - 採血、導尿、酸素吸引、気道吸引